# Eburia submutata
Eburia submutata är en skalbaggsart som beskrevs av Chemsak och Linsley 1973. Eburia submutata ingår i släktet Eburia och familjen långhorningar.
Artens utbredningsområde är Honduras. Inga underarter finns listade i Catalogue of Life.